# 卡卡西外傳～戰場上的少年時代～
《卡卡西外傳～戰場上的少年時代～》是岸本齊史的漫畫作品《火影忍者》其中的一篇故事，作為對旗木卡卡西此重要故事角色作額外補充。故事講述旗木卡卡西少年時的經歷，臉上傷痕的來源、以及得到寫輪眼的過程。

## 作品簡介
時代追溯至旗木卡卡西的少年時代，即剛成為上忍之時，還在當時尚未成為第四代火影的波風湊的率領下，與同一小隊的來自宇智波一族的宇智波帶土以及少女醫療忍者野原凜在神無毗橋執行的任務。

## 故事劇情
故事發生在第三次忍者大戰的時候。土之國的岩忍者村，派出逾千名忍者，準備穿過草忍者村侵襲火之國邊境。此時來自火之國中的木葉忍者村的波風湊，還未成為四代火影，以上忍身分獲授命摧毀岩之忍者的補給路線──神無昆橋。其時他的年輕學生卡卡西，亦成為上忍。湊為了有效執行任務，便分成兩小隊:由上忍卡卡西帶領隊友帶土及小凜前往破壞神無昆橋，自己則單身一人趕到前線支援苦戰中的夥伴，順便把敵人的注意力轉移，好讓卡卡西他們成功執行任務。

### 岩之忍者的突襲
在眾人執行任務之前，湊決定先護送他們到邊境，然後才分開行動。途中遇上一名偵測的岩之忍者魔蛭，魔蛭亦分出多個影分身，準備偷襲他們。湊及卡卡西均察覺到隱藏著的岩之忍者，但卡卡西卻不理湊的勸告而行動，並使出自己新開發的忍術──千鳥（又名雷切），把岩之忍者其中18個影分身全部擊倒，但最終仍為其中一個影分身成功偷襲受傷。幸得湊的相救，才免於重傷。後來，湊亦用瞬身之術，轉眼便在隱藏著的魔蛭真身身邊出現，瞬間把他擊倒。
一場戰後小凜為卡卡西療傷。卡卡西和帶土又發生爭吵，帶土罵卡卡西不聽老師指示，卡卡西卻指責帶土這個「宇智波菁英」在敵人出現時不應只顧哭，因為這違反了忍者第二十五條規則──「忍者絕對不能哭」。湊立即中止他們的爭吵，指出卡卡西不應太執著規則，及應隨機應變，還有不要再使用千鳥之術，因為那個術仍未成熟，又指出帶土不要光耍嘴皮子，也要讓自己的心靈變得堅強才行。最後湊提出了最重要的一點，就是身為忍者最重要的是「團體精神」。及後帶土跟湊單獨對話，才知道卡卡西因為父親自盡之事而變成那種性格，放下了對卡卡西的成見，及承認卡卡西為隊長。

### 夥伴與任務的抉擇
到了邊境後，他們便分開執行行動。但分開不久，卡卡西小隊便遇上了另外兩名岩之忍者火光跟大石的襲擊，小凜亦被擄去作為人質。帶土要求先拯救小凜，但卡卡西卻不允許，認為應該先以完成任務為上，感情這種東西只是執行任務的絆腳石，而且為了完成任務，夥伴的犧牲在所難免。面對卡卡西的冷漠，帶土選擇獨自拯救小凜，臨走前還對卡卡西說：「違反忍者規定的確是廢物，但不珍惜伙伴的人卻是連廢物都不如。」，並對他說「我認為，木葉白牙是真正的英雄。」至於波風湊那邊，也趕到前線協助剩下的四名前線隊友，抵抗對方的五十名岩之忍者。
就在帶土到達岩之忍者的匿藏地點之際，被岩之忍者發現及襲擊，幸而被良心發現的卡卡西，及時趕到解除危機。岩之忍者大石又用迷彩隱身術把自己隱藏起來。卡卡西為了保護帶土而遭到突襲，賠上了左眼，在左臉上亦留下了一條深長的刀痕。然而卻因為保護夥伴的心，激發起帶土隱藏的寫輪眼力量，看穿敵人的隱身，並把大石擊敗。

### 帶土之「死亡」
之後，受傷的卡卡西和帶土進入岩之忍者所匿藏的洞內，遇上了之前所見的另一名岩之忍者──火光。帶土又以寫輪眼，看見被綁著的小凜，身上的查克拉流動非常紊亂，估計是中了敵人的幻術，正被敵人盤問情報。卡卡西和帶土聯手攻擊剩下的岩之忍者火光，成功救出小凜，及解除其身上的幻術。但此時，火光又使出土遁術──岩屋崩落，使洞上的石塊崩塌下來，壓向卡卡西他們。卡卡西一眾正想逃離，但卡卡西因為左眼盲了，故看不見從左方擊來的碎石，被擊中並倒在地上。帶土看見了，便趕回來救出卡卡西，但是因此導致自己被壓在巨石下，右半身全部粉碎。此際帶土意識到自己不能支撐下去，便決定讓小凜把自己的左邊寫輪眼連眼軸，移植到卡卡西已盲的左眼處，也當作為慶祝卡卡西成為上忍的「禮物」。帶土「臨終」前對卡卡西說:「無論村裡的人怎樣說你，你都是一名了不起的上忍。」帶土遺憾自己才剛剛和卡卡西和好，沒想到這麼快這段友誼就走到盡頭；也遺憾自己「臨終」前，無法向小凜表白自己的心意。

### 寫輪眼的力量
得到寫輪眼的力量，卡卡西破岩而出，並擊倒了岩之忍者火光。然而，岩之忍者的支援對伍也已經趕到了。岩之忍者援軍使用土遁──裂土轉掌術欲把卡卡西一眾活埋，卡卡西及小凜及時逃出，唯獨是已半身癱瘓、處於瀕死的帶土，從此就被埋在岩堆裡。雖然卡卡西及小凜成功逃出，但很快又被岩之忍者的援軍追上；在此情況下，卡卡西決意又讓小凜先走，並使出了因為帶土的關係而完成的千鳥之術，準備一個人抵擋他們。幸虧湊及時以時空間轉移之術趕回來，救了卡卡西和小凜。
故事以第三次忍者大戰結束告終。帶土的名字被刻在英雄慰靈碑上，而卡卡西日後則成為了響遍各國的著名忍者「拷貝忍者卡卡西」。

## 登場角色

### 木葉忍者村

前排由左至右：野原凜、宇智波帶土、旗木卡卡西，後排：第四代火影-波風湊

旗木卡卡西（聲優：井上和彥（日本）；陳幼文（臺灣）；雷霆（香港））
「木葉白牙」旗木佐久茂的兒子，6歲成為中忍，12歲就成為上忍的天才忍者。因為父親為了拯救夥伴而放棄任務卻遭受包括被拯救的那位夥伴在內的人們責難而自殺，之後個性變得冷漠，認為身為忍者必須遵守規則。
宇智波帶土（聲優：小森創介（日本）；張哲誠（臺灣）；李致林（香港））
宇智波一族的成員。個性膽小且容易哭泣而被卡卡西嘲笑為愛哭鬼，因此與卡卡西彼此水火不容。重視夥伴，寧願放棄任務也要拯救夥伴。
野原凜（聲優：寺田春日（日本）；郭馨雅（臺灣））
醫療忍者。個性溫柔，在卡卡西與帶人發生衝突時緩和氣氛，會以醫療忍術支援他們。
波風湊（聲優：森川智之（日本）；林協忠（臺灣））
湊班的指導上忍，為人沉著冷靜。以所向無敵的神速名震忍界，人稱「木葉的黃色閃光」。

### 岩忍者村
火光（聲優：志村知幸（日本））
岩忍者村實力屈指可數的上忍之一。與火光、魔蛭以三人一組的形式執行任務，與木葉忍者村的湊班交戰。為了阻止小凜被救回而使用「土遁・巖屋崩落」讓洞窟崩塌，帶土身受瀕臨死亡的重傷，卡卡西與小凜追趕上後被卡卡西刺殺身亡。
大石（聲優：鈴森勘司→後藤光祐（日本））
岩忍者村實力屈指可數的上忍之一。與大石、魔蛭以三人一組的形式執行任務，與木葉忍者村的湊班交戰。在湊離開後與火光一同襲擊湊班並擄獲小凜。之後使用「迷彩隠身術」迎擊追趕到作為據點的洞窟的卡卡西與帶土，在戰鬥中刺傷卡卡西的左眼，最後被覺醒寫輪眼的帶土用苦無攻擊刺殺身亡。
魔蛭（聲優：遠藤大輔（日本））
岩忍者村實力屈指可數的上忍之一。與火光、大石以三人一組的形式執行任務，與木葉忍者村的湊班交戰。前去偵察的時候被使用「瞬身之術」的湊繞到背後刺殺身亡。

## 隊伍性格
在小隊中，卡卡西是被譽為天才的忍者，以很年輕的年紀（12岁）就當上了上忍。和鳴人那組則剛好相反，來自優秀的宇智波一族的帶土並不是隊中的菁英，而且是個個性比較膽小，易哭的人，故常被卡卡西恥笑為愛哭鬼。因此帶土和卡卡西雖在同一隊，但彼此的性格並不是非常合得來。
另外，帶土在整篇中雖然比較膽小，卻對夥伴很重視（這就跟鳴人很像），寧可放棄任務也要先救夥伴。反而卡卡西卻因父親木葉白牙在過去戰鬥中，因選擇保護夥伴而背棄任務，導致木葉忍者村受到嚴重打擊，而受村人仇視含恨自盡之事記憶猶深。故此他的性格亦相對比較重視任務的完成，認為為了任務，夥伴的犧牲亦在所難免。 帶土常常遲到及找藉口的習慣，對於少年的卡卡西來說，認為是違背忍者的原則;然而後來成為鳴人師長的卡卡西，卻學了他這種習慣，是因為本篇所發生的故事。
至於小凜，是位醫療忍者。對夥伴非常溫柔，卡卡西和帶土受傷時就是最好的支援。她亦是帶土暗戀的對象。本篇故事中她被岩之忍者們擄去，構成了故事的主題。

## 漫畫
收錄在《火影忍者》第27卷的第239話至第244話。
| 話數 | 標題                       |
| ---- | -------------------------- |
| 239  | 外傳其之一：任務開始……！！ |
| 240  | 外傳其之二：團結精神！     |
| 241  | 外傳其之三：真正的英雄     |
| 242  | 外傳其之四：愛哭鬼忍者     |
| 243  | 外傳其之五：禮物           |
| 244  | 外傳最終話：寫輪眼的英雄   |

## 電視動畫
動畫為第339話、第340話兩集連播，首播日期為2009年7月30日。動畫DVD於2009年12月16日發行。
| 集數 | 總集數 | 片名                                                                                        | 原劇首映日期  |
| ---- | ------ | ------------------------------------------------------------------------------------------- | ------------- |
| 119  | 339    | 卡卡西外傳～戰場上的少年時代～（上集） （KAKASHI Gaiden ~Senjou no BOOIZU RAIFU~ (Zenpen)） | 2009年7月30日 |
| 120  | 340    | 卡卡西外傳～戰場上的少年時代～（下集） （KAKASHI Gaiden ~Senjou no BOOIZU RAIFU~ (Kouhen)） | 2009年7月30日 |